# Paddy McAloon
Paddy McAloon, född Patrick Joseph McAloon den 7 juni 1957 i Durham, är en brittisk singer-songwriter och medlem i musikgruppen Prefab Sprout.

## Diskografi
- 2003 – I Trawl the Megahertz